# Miedzeszyn
Miedzeszyn – osiedle i obszar MSI w dzielnicy Wawer w Warszawie.
Przez Miedzeszyn przebiega droga ekspresowa S2.

## Historia
Wieś duchowna Miedziessin znajdowała się w 1580 roku w powiecie warszawskim ziemi warszawskiej województwa mazowieckiego.
W roku 1926 otwarto w Miedzeszynie sanatorium im. Włodzimierza Medema dla dzieci żydowskich zagrożonych gruźlicą. Sanatorium, utworzone wspólnie przez Bund i CISZO, działało do roku 1942.
Podczas okupacji niemieckiej w Miedzeszynie utworzono getto dla ludności żydowskiej, zlikwidowane 20 sierpnia 1942.

## Ważniejsze obiekty
- Parafia Matki Bożej Dobrej Rady
- Parafia Dobrego Pasterza
- Górka Wisielców
- Las Miedzeszyński
- Instytut Łączności
- Przystanek kolejowy Warszawa Miedzeszyn
- XXV Liceum Ogólnokształcące im. Józefa Wybickiego
- Szkoła Podstawowa nr.216 im. Klonowego Liścia